# Copa Norte 2000
La Copa Norte 2000 è stata la 4ª edizione della Copa Norte.

## Formula
Le squadre dello Stato di Pará si affrontano dapprima in un turno preliminare, consistente in un girone da quattro squadre. La vincente di tale girone, è ammessa alla fase a gironi della Copa Norte, composta da otto squadre suddivise in due gironi. Le prime due classificate di ciascun girone, sono ammesse alla fase a eliminazione diretta con gare di andata e ritorno. Il club vincitore ottiene un posto nella Copa dos Campeões 2000.

## Partecipanti
| Stato    | Squadra (Città)               |
| -------- | ----------------------------- |
| Acre     | Vasco da Gama-AC (Rio Branco) |
| Amapá    | Aliança (Santana)             |
| Amazonas | São Raimundo-AM (Manaus)      |
| Maranhão | Maranhão (São Luís)           |
| Pará     | Castanhal (Castanhal)         |
| Pará     | Paysandu (Belém)              |
| Pará     | Remo (Belém)                  |
| Pará     | Tuna Luso (Belém)             |
| Piauí    | River (Teresina)              |
| Rondônia | Genus (Porto Velho)           |
| Roraima  | Rio Negro-RR (Boa Vista)      |

## Risultati

### Turno preliminare
|  | Pos. | Squadra   | Pt | G | V | N | P | GF | GS | DR |
|  | ---- | --------- | -- | - | - | - | - | -- | -- | -- |
|  | 1.   | Remo      | 6  | 3 | 2 | 0 | 1 | 6  | 3  | +3 |
|  | 2.   | Tuna Luso | 6  | 3 | 2 | 0 | 1 | 5  | 4  | +1 |
|  | 3.   | Paysandu  | 6  | 3 | 2 | 0 | 1 | 4  | 3  | +1 |
|  | 4.   | Castanhal | 0  | 3 | 0 | 0 | 3 | 3  | 5  | -2 |

Legenda:
      Ammessa alla fase a gironi.
Note:
Tre punti a vittoria, uno a pareggio, zero a sconfitta.

### Fase a gironi

#### Girone A
|  | Pos. | Squadra          | Pt | G | V | N | P | GF | GS | DR |
|  | ---- | ---------------- | -- | - | - | - | - | -- | -- | -- |
|  | 1.   | São Raimundo-AM  | 14 | 6 | 4 | 2 | 0 | 12 | 5  | +7 |
|  | 2.   | Tuna Luso        | 9  | 6 | 2 | 3 | 1 | 9  | 6  | +3 |
|  | 3.   | Vasco da Gama-AC | 7  | 6 | 2 | 1 | 3 | 3  | 7  | -4 |
|  | 4.   | Genus            | 3  | 6 | 1 | 0 | 5 | 3  | 9  | -6 |

Legenda:
      Ammessa alla fase a eliminazione diretta.
Note:
Tre punti a vittoria, uno a pareggio, zero a sconfitta.

#### Girone B
|  | Pos. | Squadra      | Pt | G | V | N | P | GF | GS | DR |
|  | ---- | ------------ | -- | - | - | - | - | -- | -- | -- |
|  | 1.   | Maranhão     | 11 | 6 | 3 | 2 | 1 | 12 | 7  | +5 |
|  | 2.   | River        | 10 | 6 | 2 | 4 | 0 | 9  | 7  | +2 |
|  | 3.   | Rio Negro-RR | 7  | 6 | 2 | 1 | 3 | 8  | 7  | +1 |
|  | 4.   | Aliança      | 4  | 6 | 1 | 1 | 4 | 8  | 16 | -8 |

Legenda:
      Ammessa alla fase a eliminazione diretta.
Note:
Tre punti a vittoria, uno a pareggio, zero a sconfitta.

### Fase a eliminazione diretta

#### Semifinali
| Squadra 1 | Totale | Squadra 2       | Andata | Ritorno |
| --------- | ------ | --------------- | ------ | ------- |
| Remo      | 1 – 3  | Maranhão        | 0 – 2  | 1 – 1   |
| River     | 1 – 1  | São Raimundo-AM | 1 – 0  | 0 – 1   |

### Finale
| Squadra 1 | Totale | Squadra 2       | Andata | Ritorno |
| --------- | ------ | --------------- | ------ | ------- |
| Maranhão  | 3 – 4  | São Raimundo-AM | 3 – 2  | 0 – 2   |